# Такаймбо
Такаймбо (порт. Tacaimbó) — муниципалитет в Бразилии, входит в штат Пернамбуку. Составная часть мезорегиона Сельскохозяйственный район штата Пернамбуку. Входит в экономико-статистический микрорегион Вали-ду-Ипожука.

## География
Климат местности: полупустыня.